# Schultereisen
Das Schultereisen ist ein traditionelles Werkzeug des Schornsteinfegers. Der Name stammt daher, dass es auf der Schulter des Handwerkers liegt, wenn es nicht benutzt wird, was den Vorteil hat, dass der Feger beim Besteigen von Dächern und Schornsteinen beide Hände frei hat.
Das Schultereisen – kurz Eisen genannt – ist aus schmiedbarem Stahl hergestellt. Es besteht aus dem Stiel, der Rippe und dem Blatt. Der Stiel ist kantig oder rund ausgebildet. Die Rippe reicht etwa bis zur Hälfte des Blattes und verleiht dem Schultereisen mehr Festigkeit. Das Blatt hat an seinem Ende die einseitig von außen nach innen geschrägte Schneide.
Das Schultereisen wird traditionell zum Reinigen von Räucherkammern, besteigbaren Schornsteinen und Rauchkanälen verwendet. Mit ihm wurden verkrustete Rußrückstände abgekratzt. Heutzutage werden die Kamine zum Reinigen nicht mehr bestiegen, sondern mit Spezialwerkzeug gekehrt. Das Schultereisen wird daher zum Auskratzen von Ruß aus der Sohle des Schornsteins verwendet. Es kommt aber auch als Universalwerkzeug, beispielsweise zum Öffnen von Klappen zum Einsatz.

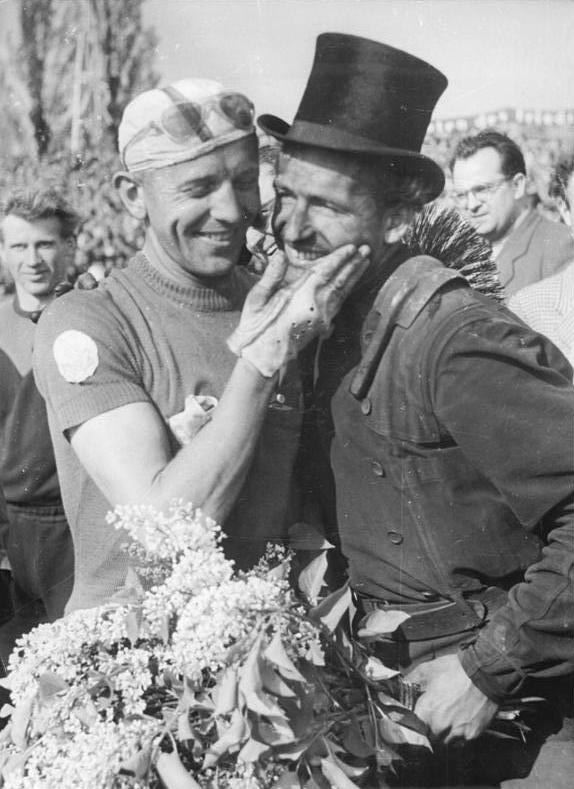
Gratulation und Glück vom Schornsteinfeger (mit Schultereisen)
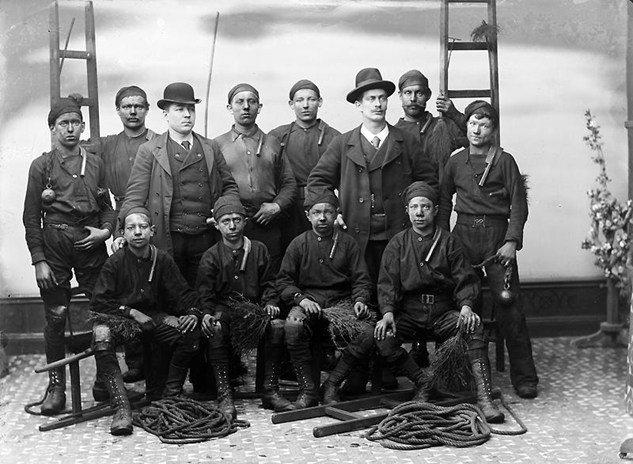
Schornsteinfeger mit Schultereisen zu Beginn des 20. Jahrhunderts
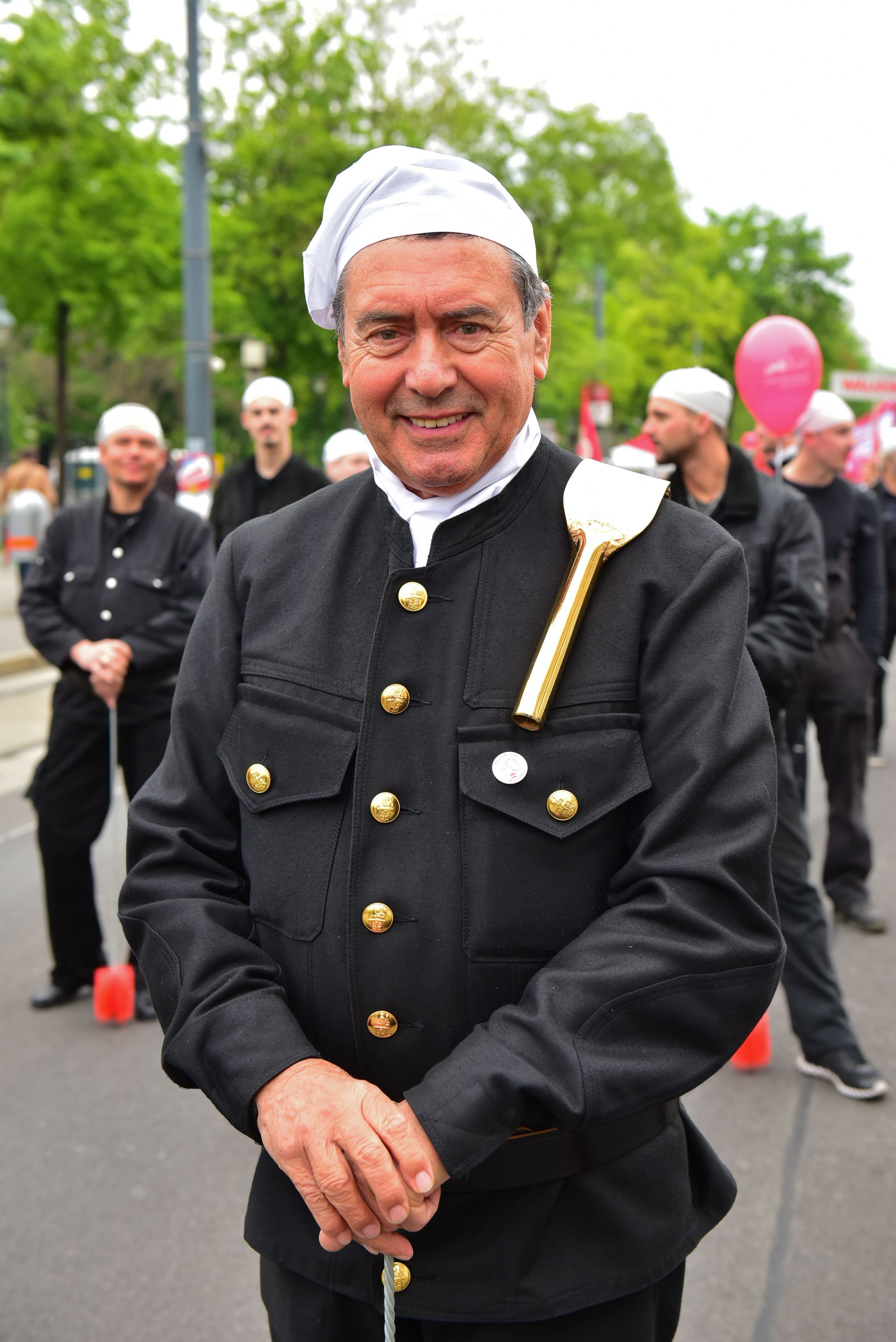
Schornsteinfeger mit vergoldetem Schultereisen beim Maiaufmarsch
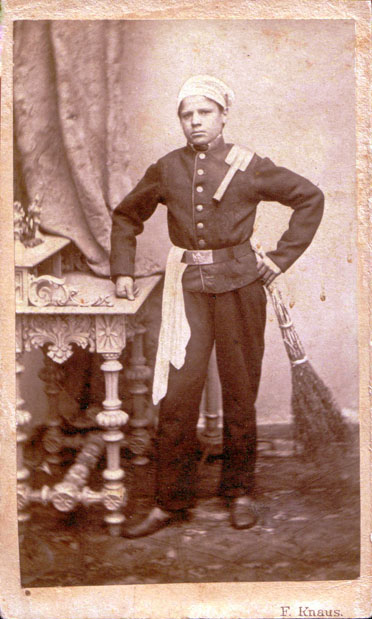
Porträt mit Schultereisen und Besen